# Ячавасі
Ячавасі (кеч. yachay wasi — будинок освіти) — вищий навчальний заклад в імперії Тавантінсую, який призначався для дітей аристократів, представників панівної династії та синів Сапа Інки. Заснована за легендою володарем Інка Рокою.

## Характеристика
Завданням навчального закладу ячавасі було готувати чергове покоління еліти імперії. За розпорядженням Інка Роки до викладання в цій школі повинні були залучатися амаута — вчені та мудреці держави імперії.
Навчання тривало 4 роки. Основних предметів, за якими велося навчання, також було 4. Першим предметом в ячавасі була мова кечуа. Другим — «сонячна релігія» держави. Третім предметом було навчання вузликовому письму кіпу, нарешті, четвертим — військова підготовка, куди включалася також і історія. Призначенням історії було документально підтверджувати військові досягнення попередніх Інків. Разом з релігією історія повинна була «науково обґрунтовувати» майбутні завойовницькі акції «синів Сонця».
Чотири головних предмети, за якими в ячавасі велося навчання, охоплювали й інші наукові дисципліни. Зокрема, до військової справи, крім історії, ставилася і географія: адже учні цієї аристократичної школи в майбутньому мали панувати над світом, що оточував Тавантінсую, а для цього їм необхідно було знати географічні особливості майбутніх володінь. Навчанню кіпу супроводжувало вивчення математики та основ статистики. З релігією безпосередньо пов'язане було і вивчення принципів інкської філософії. До релігії відносилася астрономія і пов'язана з нею календарна система інків.
На допомогу викладачам ячавасі залучалися поети та співаки. Їхнім обов'язком було викладати матеріал більш доступним для учнів («ячакуорун»). З цією метою вони «перетворював» на вірші важкодоступні для сприйняття «лекції» амаута, а потім самі й виконували слухачам ячавасі наукову інформацію, перекладену на мову віршів та пісень.